# Brisee
Brisee (in greco antico: Βρυσειαί?) era una città dell'antica Grecia ubicata in Laconia, menzionata da Omero nel catalogo delle navi dell'Iliade.

## Storia
Pausania la situa nelle vicinanze del Taigeto, alle falde di una delle sue montagne, chiamata Taleton, che era consacrata ad Elio al quale si sacrificavano cavalli. Scrive anche che tutto ciò che rimaneva della città antica era un tempio e una statua all'aperto di Dioniso. Inoltre vi era una statua all'interno del tempio che poteva essere vista solo dalle donne, alla quale facevano dei sacrifici segreti.
Si ritiene che dovesse essere collocata nella pianura di Xerocambi.